# Separation
Separation è il primo album dei Balance and Composure, pubblicato il 10 maggio 2011 con etichetta No Sleep Records.
L'album ha ricevuto un'ottima recensione da parte di AbsolutePunk (90%), Under the Gun Review (9/10), e Punknews (4,5/5). Buona anche la recensione di AllMusic (3,5/5). Il successo in ambito underground dell'album ha portato la No Sleep a ristamparlo cinque volte: alle prime 1 500 copie su vinile si è poi aggiunto un numero totale di 5.500 esemplari.

## Tracce
1. Void – 2:44
2. Separation – 3:25
3. Quake – 4:07
4. Stonehands – 4:25
5. I Tore You Apart in My Head – 3:36
6. Galena – 3:44
7. Fade – 4:15
8. Progress, Progress – 3:50
9. More to Me – 5:07
10. Echo – 4:00
11. Patience – 4:42
12. Defeat the Low – 4:29

## Formazione
- Jonathan Simmons - voce e chitarra
- Andrew Slaymaker - chitarra
- Matthew Warner - basso
- Erik Peterson - chitarra
- Bailey Van Ellis - batteria
- Brian McTernan - produzione ed ingegneria
- Chris Hansen - Layout
- Ryan Smith - Masterizzazione
- Jon Turner - Illustrazioni